# 한강 (1981년 드라마)
《한강》은 1981년에 방영되었던 MBC 드라마이다.

## 제작진
- 극본 : 신승수
- 연출 : 고석만

## 출연진
- 김성겸
- 김영애
- 김애경
- 반효정
- 엄유신
- 유인촌
- 이대근
- 이효춘
- 임예진
- 정욱
- 한인수